# Medmassa diplogale
Medmassa diplogale là một loài nhện trong họ Corinnidae.
Loài này thuộc chi Medmassa. Medmassa diplogale được Christa L. Deeleman-Reinhold miêu tả năm 2001.